# Stereum armeniacum
Stereum armeniacum är en svampart som beskrevs av Boidin & Gilles 1989. Stereum armeniacum ingår i släktet Stereum och familjen Stereaceae.   Inga underarter finns listade i Catalogue of Life.